# Saint-Pierre-de-Varennes
Saint-Pierre-de-Varennes är en kommun i departementet Saône-et-Loire i regionen Bourgogne-Franche-Comté i östra Frankrike. Kommunen ligger i kantonen Couches som tillhör arrondissementet Autun. År 2022 hade Saint-Pierre-de-Varennes 837 invånare.

## Befolkningsutveckling
Antalet invånare i kommunen Saint-Pierre-de-Varennes
| Referens: INSEE |